# 空にはお月さま
「空にはお月さま」（そらにはおつきさま）は、1977年4月 - 5月、NHKのみんなのうたで放送された曲。作詞：別役実、作曲：宇野誠一郎。

## 解説
月夜のある街を舞台に、ボウフラ・野良猫・ミミズ・市長などの様々なキャラの様子を描き、ブルース調で歌った楽曲。
歌った「星野美樹子」とは、当時劇団こまどりに所属していた子役だったが、現在は女優「鮎ゆうき」として活躍している。なお映像では、大井文雄製作のアニメと共に、実写パートで登場、当時歌手が映像に出るのは珍しかった。
1978年4月 - 5月に再放送され、2003年4月 - 5月にラジオのみで再放送され、2019年4月 - 5月に再放送され、2021年8月にこんなうた あんなうたで再放送された。